# Андрій Чурило (каштелян)
Андрій Чурило зі Стоянців гербу Корчак (пол. Czuryło Andrzej, бл. 1460 — 1534, Стоянці) — шляхтич руського походження, відомий військовий та урядник Королівства Польського. Представник роду Чурилів.

## Життєпис
Був вправним лицарем. Відзначився у битвах проти московитів 1500, 1512 років, проти нападів татар на Перемиську землю після 1512 року. Зброєю, порадою допомагав Пйотрові Кміті, перемиському латинському єпископу Анджеєві Кшицькому під час фортифікації та оборони Перемишля від нападів татар 1524 року. Мав значний авторитет серед шляхти, брав активну участь у політичному житті Перемиської землі, часто влагоджував феодальні граничні (межі володінь) суперечки.
Після смерти батька став у 1494 році дідичем Стоянців разом з селами Рудоловичі (тепер пол. Rudołowice, Польща), Викочичі (чи Викочиці, пол. Wykoczyce), Рогошне (чи Рогоше, пол. Rogoszno, чи пол. Rogosze) в Перемиській землі. У заставу отримав королівщину Тишовці з селами Микулинці, Кльонтви (пол. Klątwy) у Перемиській землі. 1502 року став перемиським стольником, краківським бурґграфом, отримав державлення королівщини Неполоміце коло Кракова. Був розпорядником (пол. zarządca) бохенських жуп. Водночас взяв у заставу від Миколая Каменецького на 4 роки державлення податків та інших доходів королівських із Кросна, мав їх до 1515 року. На Пйотркувському сеймі 1504 року призначений королівським збирачем податків у Перемиській землі на 1 рік («чоповий податок»), наприкінці сейму — перемиським підкоморієм. 15 січня 1510 року після Миколая Пілецького (став віслицьким каштеляном) отримав посаду перемиського кастеляна. 1512 року:
- як краківський бурґграф підписав укладаний у Кракові акт шлюбного договору (пол. intercyza) між Сигізмундом І Старим та Барбарою Запольєю,
- з Пйотром Кмітою з Віснича, Добєславом Хмелецьким знову став королівським комісаром для залагодження суперечки в Перемишлі між лавниками та православним єпископом Антонієм через гаї та стави на міських передмістях. 
1518 року підписав лист короля місту Кракову[2]. У лютому 1523 року купив земельну маєтність Вєльополе (Пілзненський повіт) разом із селами Куниці, Ґорай за 5 100 червоних злотих (дукатів).

### Сім'я
Був одружений, мав 4 синів:
- Станіслав — ловчий краківський, чоловік Барбари Оссоліньської[3],
- Андрій,
- Микола — бурґграф Кракова, тесть Миколая Коли[4],
- Мартин — чоловік Катажини Гербурт з Фельштина, неповнолітній на момент смерті батька, як ротмістр відзначився в битвах з татарами під командуванням гетьмана Миколая Мелецького[5]. 
За Каспером Несецьким, мав ще доньку Анну — дружину сандомирського кастеляна Станіслава Мацейовського.